# Albert Benz (Komponist)
Albert Benz (* 10. September 1927 in Marbach im Kanton Luzern; † 22. März 1988 in Luzern) war ein Schweizer Komponist und Dirigent.

## Biografie
Albert Benz erhielt schon als Kind Unterricht im Spiel von Trompete, Klarinette und Klavier. Er musizierte in der Feldmusik Marbach. Nach dem Schulbesuch studierte er am Luzerner Lehrerseminar in Hitzkirch. Von 1948 bis 1954 war er Lehrer in Neudorf. In Kontakt mit der Blasorchestermusik kam Benz während seines Aufenthaltes in der Rekrutenschule und anschliessend in der Unteroffiziersschule. 
Mit Studien der Instrumentationslehre bei Otto Zurmühle ergänzte er seine kompositorischen Fähigkeiten. Als er 1954 beruflich nach Luzern wechselte, nahm er gleichzeitig Studien am Konservatorium von Luzern in den Fächern Musiktheorie, Harmonielehre, Kontrapunkt und Partiturspiel bei Albert Jenny, Formenlehre, Musikgeschichte, Literaturkunde und Dirigieren bei Max Sturzenegger, Solfège bei Gustav Güldenstein und Klavier bei Helene Peter auf, die er 1958 mit dem Diplom als Theorielehrer abschloss. 
Von 1953 bis 1974 war er Dirigent der Feldmusik Marbach. 1962 wurde er Dirigent der Stadtmusik Luzern. Im gleichen Jahr dozierte er am Konservatorium Tonsatz, Instrumentenkunde und Blasorchesterdirektion. Zum Inspektor der Militärspiele und zum Leiter des Schweizerischen Armeespiels wurde er 1977 bestellt.

## Werke (für Blasorchester)
- 1958: Preludio alla Scherzo
- 1959: Larghetto pastorale
- 1960: Sinfonischer Satz
- 1961: Usem Eigetal, Ländler
- 1961: La Terrazza für zwei Trompeten und Blasorchester
- 1962: Fest im Dorfe, Suite
- 1962: Heitere Ouvertüre
- 1962: Fest-Fanfare
- 1962: Zitadelle, Ouvertüre
- 1963: Drei Clowns für zwei Trompeten, Posaune und Blasorchester
- 1964: Einzug der Urschweizer
- 1964: Simelibärg, Fantasie über das alte und das neue Guggisberger Lied
- 1964: Klingende Fahrt, Romantische Ouvertüre
- 1965: Burleske
- 1965: Morgenlied
- 1965: Parsenn Ouvertüre
- 1965: Intrada
- 1967: Berner Rhapsodie
- 1967: Intrada solenne
- 1967: Lob und Dank
- 1967: Schweizerlieder-Fantasie
- 1967: Sonata breve
- 1968: Red River, Vorspiel zu einem Wildwestfilm
- 1968: Konzert für Klarinette und Blasorchester
- 1969: Herbstimpressionen
- 1970: Little Blues
- 1970: Marionettenspiel, Ouvertüre
- 1971: Der Landvogt von Greifensee, Suite
- 1973: Bergfahrt, Suite
- 1973: Rondo für Brass-Band
- 1973: Trompeters Morgenritt, Variationen für Trompete und Blasorchester
- 1973: Vorspiel und Fuge im Barockstil
- 1974: Vier Miniaturen für Alphorn und Blasorchester
- 1975: Nostalgische Ouvertüre
- 1975: Fantasia Ticinese
- 1976: Aentlibuecher Polka für zwei Sopran- und zwei Tenorbläser und Blasorchester
- 1977: Meditationen für Euphonium und Brass-Band
- 1977: Transformationen
- 1978: Die schwarze Spinne für Brass Band (auch für Blasorchester instrumentiert von Tony Kurmann)
- 1978: Aentlibuecher Chuereihe
- 1978: Jubiläumsmusik
- 1978: Makkie Messer-Parade, Variationen über die Moritat aus der Dreigroschenoper von Kurt Weill
- 1978: Wunderbarer König
- 1979: Finnlandreise
- 1979: Toccata
- 1983: Suite Vaudoise
- 1984: Fantasie serena (2005 auch für Blasorchester instrumentiert von Edy Kurmann)
- 1984: Romooser Sonntag, Suite
- 1985: Heimkehr, elegischer Marsch
- 1985: Ländler für Brass-Band (auch für Blasorchester instrumentiert von Thomas Dietziker)
- 1985: Symphonischer Samba
- 1986: Ballade für Posaune und Blasorchester
- 1986: Masken/Masques
- 1986: Schwarzenegg Ländler
- 1987: Meggen, Konzert-Ouvertüre
- 1987: Va(le)rianten für Euphonium und Blasorchester
- 1988: Nidwalden 1798
- 1984: Variationen über ein altes Schweizerlied für Brass-Band

## Preise und Auszeichnungen
- 1971: Stephan-Jaeggi-Preis
- 1973: Kompositionspreis Crissier